# Sesso e volentieri
Sesso e volentieri è un film del 1982 diretto da Dino Risi.

## Trama
Film ad episodi caratterizzato da dieci raccontini d'ambiente borghese, che sfociano al limite del paradosso, scritti con Bernardino Zapponi ed Enrico Vanzina, quasi tutti imperniati sul triangolo erotico-amoroso in voga in quegli anni del lungo e rivalutato filone della commedia sexy all'italiana. Mattatore assoluto della commedia è proprio Johnny Dorelli, protagonista in tutti e 10 gli episodi del film di cui ben 5 accanto a Gloria Guida.
- Domenica in: molti telespettatori, tra i quali una giovane coppia, incollati davanti al televisore e impegnati a fare l'amore mentre fanno zapping, si sintonizzano sul primo canale della tv di stato, restando "incatenati" con le mani sopra la testa durante l'esibizione del mago Giucas Casella, a causa di una mancanza di corrente che impedisce la liberazione anche degli inquilini del condominio romano dove la coppia abita. Tutti i malcapitati andranno presso la sede della Rai e dopo essere stati liberati, si vendicheranno contro il mago.
- La nuova Marisa: una giovane vedova va ad abitare nell'appartamento lasciato libero da Marisa, una donna squillo, trasferitasi nel frattempo a Milano. Dopo le prime iniziali reazioni di rifiuto nel calarsi in quegli oltraggiosi "panni", accetta ben volentieri di sostituirla nel lavoro soprattutto quando giunge un ingegnere distinto e affascinante, il signor Erminio Pacilli.
- Radio Taxi: una centralinista telefonica ripetitiva rientrata a casa continua come un automa ad utilizzare l'accento professionale nel parlare anche con il marito, che già licenziato e disperato, si suicida.
- Rasoio all'antica: un uomo dal barbiere corre il rischio di rimetterci la gola, servito da un barbiere geloso, Antonio che s'infuria con l'amante ed assistente Luisella. Quando la situazione comincia a peggiorare, il cliente s'allontana e, correndo ai ripari, si rifugia a cento metri di distanza da un altro barbiere per farsi la barba, ma per sua sfortuna il malcapitato cliente, ignaro di tutto, deve vedersela con lo stesso titolare che è proprio il marito di Luisella.
- Il macho: un giovanotto corteggia il dottor Franceschi, marito d'una giovane signora; il dottore scopre però suo malgrado di non essere indifferente alle attenzioni dell'uomo.
- Lady Jane: durante la cena in un ristorante, soffrendo di flatulenza, la moglie d'un ministro inglese d'origini nobili, Jane McDonald, provoca inconsapevolmente imbarazzanti situazioni, ma un suo corteggiatore cercherà di toglierla dai guai finendo per confessarle di essersene innamorato, ricambiato, ed anch'esso con lo stesso "difetto" quando si innamora.
- Armanda e il violinista: Giacomo Giovanardi, impenitente dongiovanni, finge di essere un povero suonatore di violino da osteria per raggiungere nuovamente una sua antica amante, Armanda. E ci riesce, ma la sera dopo giunge con un'amante americana e la stessa Armanda, presente con un gruppo d'amici al ristorante presa dalla repulsione lo fa ridicolizzare, immortalato davanti ai flash dei fotografi.
- L'Avventura: uno sconosciuto tampina in vari modi una donna bella e provocante nel tentativo di sedurla: lei all'inizio cerca di fare la sostenuta, ma alla fine capitola. In realtà i due sono marito e moglie, intenti ad effettuare un test per ravvivare la passione nel loro matrimonio.
- Luna di miele: in un lussuoso albergo a Sabaudia (Latina) dove trascorrono una luna di miele fuori stagione, un architetto e sua moglie sono abbordati da un sedicente sceicco arabo bisessuale, che sfrutta la dabbenaggine dei due sposi, seducendoli entrambi e rendendoli ignari dell'inganno.
- La principessa e il cameriere: dopo essere riuscito finalmente a raggiungere una ricca e bella principessa giunta in Italia e ospite in uno sfarzoso palazzo reale col principe, il cameriere Stelio Rafazzoni, che è follemente innamorato di lei, viene continuamente disturbato nelle sue prestazioni amorose dalle guardie del corpo della stessa per timore di attentati, con un esito "tragico".

## Curiosità
Nell'episodio Luna di miele, il personaggio dello sceicco allude, nel nome ("Bacioggi") e nei comportamenti, al miliardario saudita Adnan Khashoggi, che sembra regalasse gioielli incastonati di pietre preziose alle sue amanti.